# Dipsas articulata
Dipsas articulata är en ormart som beskrevs av Cope 1868. Dipsas articulata ingår i släktet Dipsas och familjen snokar. Inga underarter finns listade i Catalogue of Life.
Arten förekommer i Centralamerika från Nicaragua över Costa Rica till Panama. Den vistas i låglandet och i kulliga områden upp till 900 meter över havet. Habitatet utgörs främst av ursprungliga fuktiga skogar. Ett fynd är från ett vattendrag i en ganska torr skog. Individerna är nattaktiva och äter snäckor. Honor lägger ägg.
Populationen anses vara stabil. IUCN listar arten som livskraftig (LC).